# Društvo zadružne režije crnogorskog duvana
Društvo zadružne režije crnogorskog duvana je prva tvrtka u Crnoj Gori koju je osnovao inozemni ulagač.

### Povijest
Talijanski poduzetnici bili su početkom 20. stoljeća iznimno zainteresirani za poslovanje u Crnoj Gori, najprije za eksploataciju duhana. 
U Veneciji je u svibnju 1903. osnovano Društvo zadružne režije crnogorskog duvana.
Početni je kapital kompanije iznosio milijun i po franaka, čime je podignuta tvornica u Podgorici, kasnije i zgrada Duvanskog monopola, kao i skladišta u drugim crnogorskim mjestima.[bilo bi zgodno naći kojim]
U ožujku 1905. tvrtka je promijenila naziv u Crnogorsko anonimno društvo a ravnatelj je bio Giuseppe Volpi. Kapital je tada uvećan na dva i i po milijuna crnogorskih perpera. 
Kraj crnogorske pomorske luke Pristan (suvremeni Bar) 1903. godine je izgrađena i zgrada Duvanskoga monopola. 
U početku je koncesija data na 15 a kasnije produljena na 25 godina. Tvrtka je imala pravo uvoziti inozemni duhan i prerađivati ga u Crnoj Gori, što je rušilo otkupnu cijenu. Učestali su bili prigovori crnogorskih proizvođača duhana na račun Crnogorskog anonimnog društva.

## Zanimljivost
U Zgradi Duvanskog monopola u Podgorici je održana Podgorička skupština 1918. na kojoj je, mimo Ustava Kraljevine Crne Gore izglasano nelegalno prisjedinjenje Kraljevina Srbiji i detroniziran njen monarh. 
Tijekom Drugog svjetskog rata ta je zgrada stradala od bombardiranja no, premda velebna, nije obnovljena nego je do temelja srušena i sravnjena. 
Na mjestu gdje se zgrada nalazila podignut je 2005. spomenik kralju Nikoli I. Petroviću.
Zgrada Duvanskog monopola u Baru, podignuta u venecijanskome stilu, danas je zakonom zaštićena kao spomenik kulture.